# Lou (court métrage)
Pour les articles homonymes, voir Lou.
 (juillet 2025).
Pour plus de détails, voir Fiche technique et Distribution.
Lou est un court métrage d'animation américain réalisé par Dave Mullins et qui est sorti en première partie de Cars 3 le 16 juin 2017.

## Synopsis
La boîte des objets trouvés d'une cour de récréation d'une maternelle est la maison de Lou, une créature formée à partir des différents objets présents dans la boîte et n'ayant été réclamés par personne. Chaque jour après la récréation, Lou récupère les jouets, vêtements et autres objets oubliés par les enfants. Le jour suivant elle les dispose en évidence dans la cour pour que leurs propriétaires les retrouvent. Lorsqu'un jeune garçon du nom de J.J. commence à persécuter ses camarades et à leur voler leurs affaires, Lou sort de sa cachette et le chasse de la cour. Lou retrouve alors un ours en peluche qui appartenait à J.J., mais ne le lui rendra que si le garçonnet accepte de rendre toutes les affaires qu'il a volé ainsi que les autres objets trouvés à leurs propriétaires. J.J. s'exécute mais se rend compte qu'à la fin de sa tâche, Lou n'est plus. Retrouvant son ours au fond de la boîte il le récupère joyeusement et joue avec ses nouveaux amis.

## Fiche technique
- Titre original : Lou
- Réalisation : Dave Mullins
- Scénario : Dave Mullins
- Photographie : Adam Habib
- Montage : Anthony J. Greenberg
- Musique : Christophe Beck
- Animation :
- Producteur : Dana Murray

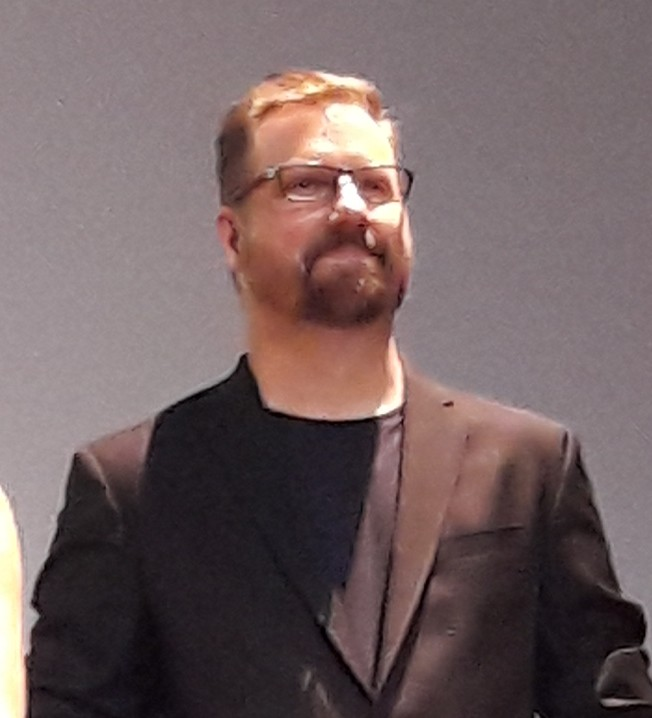
Dave Mullins à l'avant-première de Lou au festival international du film d'animation d'Annecy 2017.

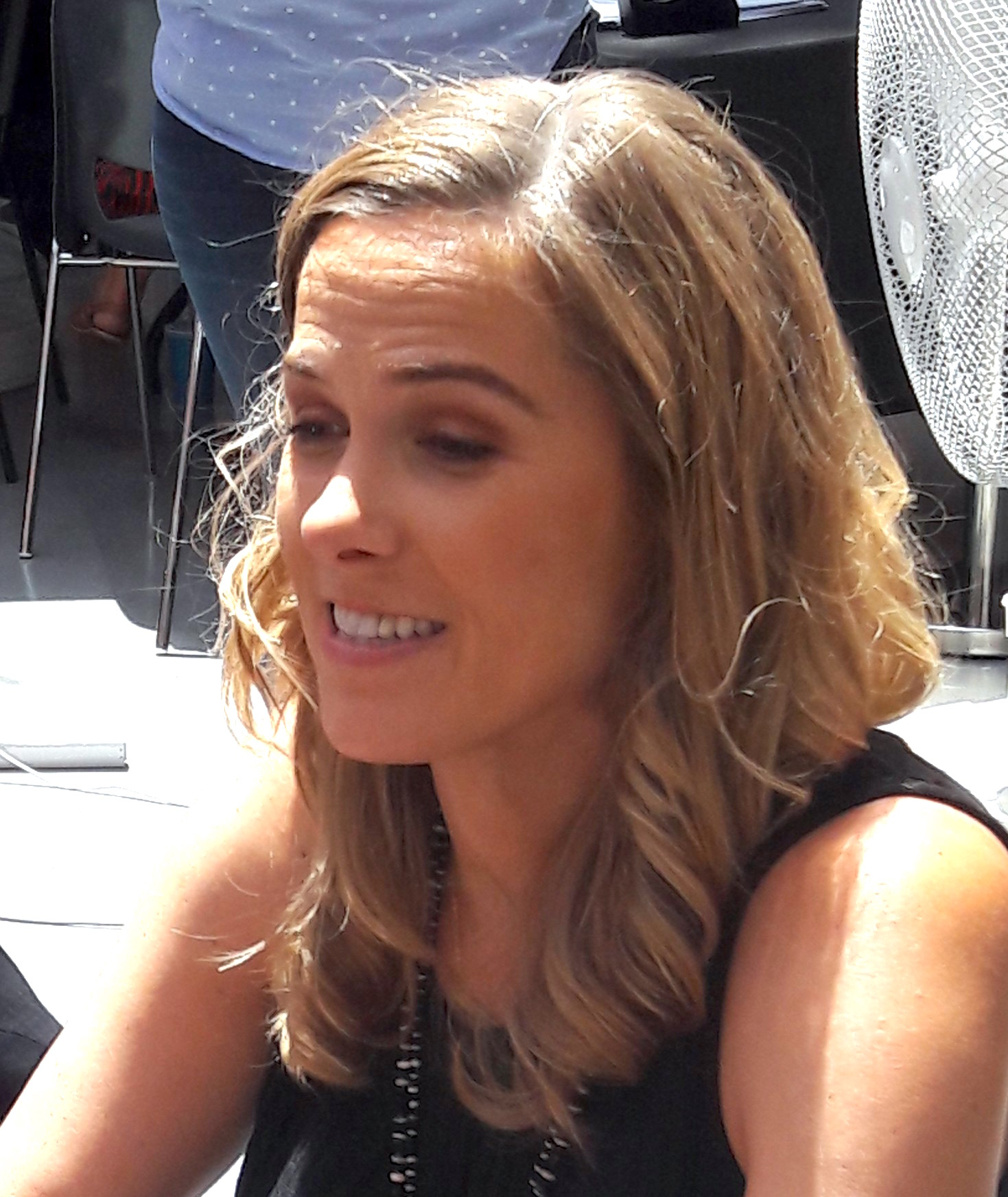
Dana Murray à l'avant-première de Lou au festival international du film d'animation d'Annecy 2016.

  - Producteur exécutif : John Lasseter
- Sociétés de production : Pixar Animation Studios et Walt Disney Pictures
- Société de distribution : Walt Disney Studios Motion Pictures International
- Pays de production :  États-Unis
- Durée : 6 minutes
- Dates de sortie :
  - France : 16 juin 2017 (FIFA 2017)
  - États-Unis : 12 mars 2017
  - États-Unis : 16 juin 2016 (en salles)